# Karateco
 (novembre 2015).
Si vous disposez d'ouvrages ou d'articles de référence ou si vous connaissez des sites web de qualité traitant du thème abordé ici, merci de compléter l'article en donnant les références utiles à sa vérifiabilité et en les liant à la section « Notes et références ».
Karateco est une entreprise qui exerçait son activité dans le domaine de la fabrication de bornes d'arcade créée par Stambouli Enterprises à Beyrouth, à la fin des années 1970.

## Histoire
Une filiale française appelée Karateco-France SA est créée 1981 avec pour objectif de remplacer le marché d'import par des productions franco-japonaises.
Karateco est pendant quelques années le numéro trois du marché des bornes d'arcade en France, notamment avec de nombreuses bornes de jeu d'argent (essentiellement de poker). C'est une période marquée par l'interdiction de la création, du stockage, et de l'utilisation des jeux d'argent, qui met un coup d'arrêt à son activité en France.
En 1982, l'entreprise se recentre sur les États-Unis et perd une bonne partie de son stock, en transit, dans un quiproquo entre les douanes américaines et françaises.
Stambouli Enterprises existe toujours, bien que la marque Karateco ne soit plus utilisée.

## Activité
Karateco distribue notamment des bornes d'arcade Donkey Kong, sous licence Nintendo, et se fait plus ou moins passer pour une entreprise japonaise pour profiter de l'effet de mode. Karateco est également responsable de l'import de Jungler ou encore Frisky Tom sous licence Nichibutsu.
Comme Jeutel, Karateco produit des copies à bas cout de jeux existants, comme Pac-Pac, copie de Pac-Man.